# Меженцице (гмина)
Меженцице (пол. Mierzęcice) — сельская гмина (волость) в Польше, входит как административная единица в Бендзинский повет, Силезское воеводство. Население — 7305 человек (на 2004 год).

## Демография
| Перепись                       | Всего   | Всего | Женщины | Женщины | Мужчины | Мужчины |
| ------------------------------ | ------- | ----- | ------- | ------- | ------- | ------- |
| Единицы                        | человек | %     | человек | %       | человек | %       |
| Население                      | 7305    | 100   | 3748    | 51,3    | 3557    | 48,7    |
| Плотность населения (чел./км²) | 142,5   | 142,5 | 73,1    | 73,1    | 69,4    | 69,4    |

## Сельские округа
1. Меженцице
2. Меженцице-Оседле
3. Пшечице
4. Топоровице
5. Богухваловице
6. Нова-Весь
7. Садове
8. Найдзишув
9. Завада

## Соседние гмины
1. Гмина Бобровники
2. Гмина Ожаровице
3. Гмина Псары
4. Гмина Севеж